# Заря (операционная система)
Заря — семейство операционных систем специального назначения, созданное для использования в Вооружённых силах РФ. Разработана в Объединённой приборостроительной корпорации по заказу Министерства обороны РФ, является следующим этапом развития МСВС. ОС «Заря» основана на дистрибутиве Linux корпоративного уровня Red Hat Enterprise Linux.

## Версии[2]
- ОС «Заря» — защищённая операционная система, предназначена для управления рабочими станциями, построенными с использованием современной высокопроизводительной 64-разрядной архитектуры в автоматизированных системах военного назначения в защищённом исполнении, работающими в составе центров обработки данных или отдельных программно-технических комплексов. Может использоваться для создания АРМ разнообразного назначения, используемых для обработки информации, имеющей уровень секретности не выше «совершенно секретно»[6].
- ОС «Заря» (специальный вариант исполнения) — защищённая операционная система, предназначена для применения в СВТ с процессорной архитектурой x86 и x86 64 в автоматизированных системах специального назначения, использующих механизмы и средства криптографической защиты информации.
- ОС «Заря РВ» — является POSIX-совместимой операционной системой и предназначена для использования в качестве операционной системы для систем, работающих в реальном масштабе времени, на 32-разрядных аппаратных платформах: Intel x86, PowerPC, MIPS, ARM, DLX[7].
- «Заря-ЦОД» — защищённая операционная система, предназначена для управления современными серверными платформами на базе высокопроизводительных компьютеров 64-разрядной процессорной архитектуры в автоматизированных системах специального назначения в защищённом исполнении[8].

## Сертификация
Специальный вариант исполнения защищённой ОС «Заря» имеет сертификат ФСБ РОСС RU.0001.030001 № СФ/014-2435 от 10.07.2014 г..

## История выпусков
24 сентября 2015 года операционная система «Заря» с повышенным уровнем защиты от несанкционированного доступа успешно прошла испытания и готова к серийному производству.